# Fernão Lopes
Pour les articles homonymes, voir Lopes.
Fernão Lopes (Lisbonne ? ~1378 — Lisbonne, 1459 ?) est un chroniqueur et historien portugais.
« Le plus grand Chroniqueur de tous les temps et de toutes les nations » — c'est par ces mots que Robert Southey présente Fernão Lopes.
Il est le plus ancien des historiens portugais et le premier Cronista Môr (Grand Chroniqueur) du Royaume dont on a une connaissance certaine : ayant reçu cette charge par lettre du roi D. Duarte du 19 mai 1434 (confirmée par une autre, de D. Afonso V du 3 juin 1449).
Il était aussi Guarda môr da Torre do Tombo (Directeur général des archives de Lisbonne), et Escrivão da Puridade de l'Infant D. Fernando, fils du roi Jean I, charge que l'on pourrait traduire littéralement par Écrivain de la Pureté et qui correspondait à la plus haute fonction de confiance personnelle concédée par la haute noblesse.
« Personnage notable, et homme au savoir populaire et de grande autorité » comme l'appelle son contemporain et successeur Gomes Eanes de Zurara, ou Azurara, il occupe, parmi les autres chroniqueurs généraux du Royaume, une place à part, tant par sa manière d'interpréter les faits, que par son style. En effet, du point de vue de la forme, son style représente une littérature d'expression orale et de racines populaires. Lui-même disait que dans ses pages on ne trouvait pas la beauté des paroles, mais la nudité de la vérité.
C'était un autodidacte. Un des légitimes représentants du savoir populaire, mais déjà en son temps, un autre type de savoir commençait à apparaître, plus érudico-académique, humaniste, classisant.

## Biographie
Fernão Lopes doit être né entre 1378 et 1390, en effet, en 1418 il occupait déjà des fonctions publiques de responsabilité (Guarda Môr da Torre do tombo). Il appartenait par conséquent à la génération qui suivait celle qui vécut le Siège de Lisbonne, et la bataille d'Aljubarrota. La guerre avec la Castille s'était terminée en 1411, et Fernão Lopes a donc pu accompagner sa dernière phase, et connaître personnellement quelques-uns de ses protagonistes, comme les citoyens de Lisbonne qui s'étaient rebellés contre D. Leonor Teles, et élurent le Mestre de Avis (futur Jean I) comme leur défenseur en assemblée populaire ; quelques-uns des procurateurs des Cortes de Coimbra de 1385 qui appuyant João das Regras, déclarèrent le trône vacant et appelant à soi la souveraineté, élurent un nouveau roi et fondèrent une nouvelle dynastie ; le roi de la nouvelle dynastie D. Jean I et  Nuno Álvares Pereira, le héros de la bataille d'Aljubarrota, qui leur donna la victoire sur la Castille.
Professionnellement  Fernão Lopes était notaire général, probablement d'origine populaire, peut-être d'une famille d'artisans, puisqu'il comptait un cordonnier dans la famille de sa femme. Il est employé de la famille royale et de la Cour. À partir de 1418 donc, il apparaît comme Guarda Môr da Torre do Tombo, chargé de garder et de conserver les archives de l'État. Comme récompense de ses services, il reçoit le titre de «vassalo de El-rei» (vassal du Roi), carte de noblesse concédée alors avec une certaine libéralité aux membres des classes non nobles. En 1445 il fut dispensé de la charge de Guarda Môr parce qu'il était trop âgé. Il vivait encore en 1459, comme l'atteste un document sur son héritage.

## L'époque
Pendant cette longue vie d'activité, Fernão Lopes traversa les règnes de D. Jean Ier, D. Duarte (Edouard Ier), la régence de D. Pedro, et une partie du règne de D. Afonso V (Alphonse V). Il connut beaucoup de changements politiques et sociaux. Au roi élu et populaire il vit succéder un roi davantage dominé par l'aristocratie, D. Duarte ; il vit croître le pouvoir féodal des fils du roi D. Jean Ier, et avec lui la prédominance de la noblesse, qui était sortie très affaiblie de la crise de succession de la précédente dynastie. Il assista à la guerre civile conséquente à la mort de D. Duarte, à l'insurrection de Lisbonne contre la reine veuve D. Leonor (Éléonore d'Aragon), et à l'élection de l'infant D. Pedro par cette même cité, et ensuite par les cortes, dans la charge de Défenseur et Régisseur du Royaume, dans des circonstances très semblables à celles qui avaient amené le Mestre de Avis à la même fonction et ensuite au trône en 1383-1385. Il assista ensuite à la réaction du parti de la Noblesse, à la chute de l'infant D. Pedro, à sa mort dans la sanglante Bataille de Alfarrobeira, à la persécution et dispersion de ses partisans, au triomphe définitif de la noblesse. Il fut le témoin du début de l'expansion maritime, et eut sa quote-part dans le désastre militaire de Tanger, par la mort de son fils, médecin de l'infant D. Fernando, qui mourut en captivité, au Maroc.

## Carrière
Fernão Lopes vécut l'une des périodes les plus perturbées de l'Histoire du Portugal, pleine d'enseignements pour l'historien. sa carrière comme historien est probablement  plus longue qu'on ne pensait jusqu'il y a peu, parce qu'il est probable que déjà en 1419, il fut chargé par l'infant D. Duarte, de la compilation et la rédaction d'une Chronique générale du royaume du Portugal. Mais c'est seulement en 1434, qu'il apparaît officiellement chargé par le roi D. Duarte (Edouard Ier) de relater l'Histoire des rois antérieurs et les actions du roi Jean Ier, travail pour lequel il serait rémunéré avec un salaire annuel. Après la mort de ce dernier roi, le régent D. Pedro, au nom de D. Afonso V, confirme Fernão Lopes à la même charge. En 1449, peu avant la bataille de Alfarrobeira, il reçoit encore un salaire de D. Afonso V pour ses travaux historiographiques, mais déjà à cette époque entre en activité un autre chroniqueur, Gomes Eanes de Zurara. La dernière œuvre à laquelle Fernão  Lopes  travailla, la Chronique de D. Jean Ier, quoique monumentale, resta inachevée et fut terminée par Zurara (La Chronique est divisée en trois parties), Fernão Lopes ne put écrire que les deux premières.

## L'œuvre
"Fernão Lopes a brisé la tradition des chroniqueurs médiévaux, qui concevaient la relation historique fondamentalement comme une compilation d'histoires qui composaient un éloge du seigneur pour lequel ils travaillaient. Dans le prologue de la Crónica de D. João I, Fernão Lopes identifie la relation historique avec la vérité, que l'on obtient par une investigation documentaire et une confrontation des sources et des différentes versions d'un même évènement, de façon à garantir l'objectivité des faits narrés, par l'objectivité de la méthode.
Un autre aspect fondamental de Fernão Lopes fut sa volonté de faire une analyse globale, qui prenne en compte les divers facteurs (économiques, politiques, sociaux) qui aboutissent aux évènements historiques.
En dehors d'historien aux mérites exceptionnels, Fernão Lopes, se distingue par la qualité littéraire de ses textes, réussissant à faire de ses chroniques un document vivant et plein d'émotion de ce qu'il témoigne et découvre. Les mouvements populaires d'appui au Mestre de Avis, avec la présence du peuple comme personnage actif à part entière, une des caractéristiques les plus innovantes de Fernão Lopes, ou l'action de D. Nuno Álvares Pereira dans la bataille d'Aljubarrota, sont des passages intenses et animés, très visuels, auxquels il associe une fine analyse psychologique et sa propre émotion, qui se réjouit ou condamne ce qu'il relate." José Hermano Saraiva
- Crónica de el-rei D. Pedro (Chronique du roi D.Pierre Ier)

Fernão Lopes se servant d'archives, de lettres, de textes d'autres historiens, notamment espagnols, présente le roi D. Pedro comme un roi juste, et véhicule cet éloge du monarque : " Les gens disaient que 10 ans pareils, il n'y en eut jamais au Portugal, comme ceux durant lesquels a régné le roi D. Pedro". Mais comme l'indique Damião Peres, dans sa préface à cette chronique, "On pourrait croire que le chroniqueur partageait cette louange, traditionnellement transmise. Il apparaît, cependant, que, de façon voilée dans certains cas, il montre des réserves face à cette louange inconditionnelle.
Le présentant comme justicier, il n'hésite pas à accentuer son impulsivité, semblant  la présenter d'une certaine manière, comme une tache dans son équité punitive, et en cela il ne manquait pas d'exemples". Il n'hésite pas non plus à indiquer les occasions où le roi se parjure, et il ressort de toute évidence à la lecture de la chronique, que le mélange de justice  et de cruauté n'était pas pour plaire à notre chroniqueur, en ce qu'il insiste bien sur ce dernier aspect, sans mot réprobateur mais comme prenant à témoin le spectateur, si l'on peut dire, plutôt que le lecteur.
- Crónica de el-rei D. Fernando (Chroniques du roi D. Ferdinand Ier)

écrite entre 1436-1443
"Cette narration du règne perturbé de D. Fernando, dernier roi de la dynastie Alfonsine, qui accomplit bien des actes dignes d'éloges dans l'administration du pays, et fut si souvent incapable dans la politique extérieure, est très intéressante et très utile pour que l'on comprenne les faits et les personnes de cette époque du Moyen Âge portugais" S.D. Arnaut
- Crónica de el-rei D. João I (Chroniques dur roi D. Jean Ier),1re et 2e parties ; (la 3e partie étant de Zurara).

"L'œuvre qui traduit le mieux le labeur de bénédictin, la perfection littéraire, l'investigation probe et gigantesque, la déduction logique, la coordination rationnelle des faits et le patriotisme inébranlable de Fernão Lopes"
" dans la Chronique de D. João I, plus que dans aucune autre, apparaît dans toute sa splendeur le style approprié, pittoresque, brillant, parfois frisant le sublime, de Fernão Lopes. La manière dont, dans maints endroits de la Chronique, sont présentés l'enthousiasme, le dévouement, le courage du peuple, des gens de peu, dans la défense de la cause nationale ; la narration de la bataille navale dans le Tage ; la description des souffrances des gens d'Almada avant le reddition ; l'image des tribulations de ceux de Lisbonne pendant le siège, et d'autres passages, sont des bijoux littéraires d'une rare intensité." Braamcamp Freire
On lui attribue aussi, avec beaucoup de vraisemblance, un ensemble de Chroniques réunies sous le titre de Crónica de 1419, qui seraient les fameuses chroniques commandées officiellement par D. Duarte (Edouard Ier) en 1434, dont fut initialement publiée, en 1945, la Crónica de cinco reis de Portugal (Chronique de cinq rois du Portugal) et plus tard la Crónica dos sete primeiros reis de Portugal (Chronique des sept premiers rois du Portugal). Mais il persiste des doutes quant à cette attribution.

### Sources
- Article en portugais de Wikipedia
- Crónica de D. Pedro I, de Fernão Lopes, introduction de Damião Peres, Livraria Civilização, Porto, 1986
- Crónica de D. Fernando, de Fernão Lopes, introduction de S.D. Arnaut, Livraria Civilização, Porto, s. d.
- Crónica de D. João I, de Fernão Lopes, en deux volumes, introduction de H. B. Moreno et une préface de A. Sérgio, Livraria Civilização, Porto, 1990 et 1991